# Lijst van manen van Jupiter

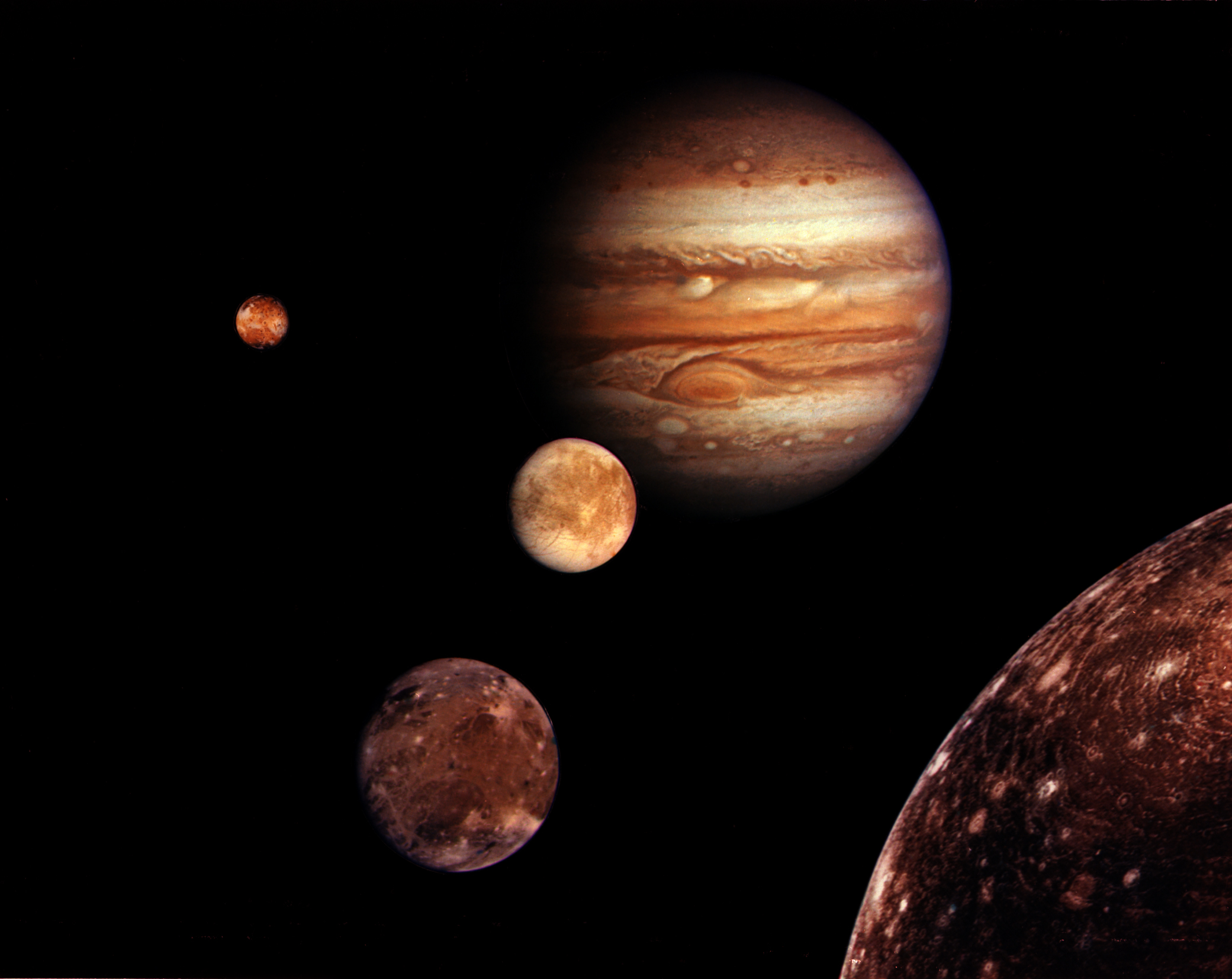
Jupiter en enkele van zijn manen

Er zijn ongeveer 300 objecten in een baan rond Jupiter bekend. 92 van deze objecten zijn als maan erkend. Daarmee heeft Jupiter het grootste aantal manen van de planeten in ons zonnestelsel. Zie het overzicht hieronder, waarin de meeste van deze 92 manen zijn opgenomen.
Voordat een object als maan erkend wordt, moet een procedure bij de Internationale Astronomische Unie doorlopen worden. De eerste stap naar erkenning van de maanstatus is het toekennen van een voorlopige naam, van het type "S/2003 J16" (betekenis in dit geval: de 16e maan die in 2003 werd ontdekt bij J = Jupiter, waarbij S/ staat voor "Satellite"). Als de ontdekking bevestigd wordt en de baan goed bekend is, stelt de Internationale Astronomische Unie (IAU) in overleg met de ontdekkers een definitieve naam vast. Meestal duurt deze hele procedure een paar jaar.
Vooralsnog zitten alle hieronder genoemde niet-erkende manen in de procedure. Niet iedereen is hier echter blij mee, de vraag is of objecten van een halve kilometer in doorsnee met recht maan genoemd mogen worden.
Opmerkelijk genoeg, zeker in vergelijking met de discussie rond planetoïden als Sedna en Quaoar, zijn de ontdekkers van deze objecten vurig voorstander om ze benaming "maan" te geven. Met de steeds verdere ontwikkeling van telescopen wordt het echter mogelijk steeds kleinere objecten waar te nemen en zal uiteindelijk toch een scheidingslijn getrokken moeten worden.
Erkende manen zijn in het groen aangegeven. Over de niet-erkende manen is vrijwel niets bekend.
| Naam                       | Diam. (km) | Massa (1018 kg) | Baanstraal (km) | Omloop- tijd (dagen) | Inclin. | Exc.  | magn. | Albedo | Ont- dekt | Groep |
| -------------------------- | ---------- | --------------- | --------------- | -------------------- | ------- | ----- | ----- | ------ | --------- | --- |
| XVI Metis                  | 43         | 0,12            | 128000          | 0,294.779            | 0,02°   | 0,001 | 17,5  | 6,1%   | 1979      | Binnenste manen |
| XV Adrastea                | 16         | 0,007           | 129000          | 0,298.260            | 0,05°   | 0,002 | 18,7  | 10%    | 1979      | Binnenste manen |
| V Amalthea                 | 167        | 2,1             | 181400          | 0,498.179            | 0,39°   | 0,003 | 14,1  | 9,0%   | 1892      | Binnenste manen |
| XIV Thebe                  | 99         | 1,5             | 221900          | 0,674.536            | 1,07°   | 0,018 | 16,0  | 4,7%   | 1979      | Binnenste manen |
| I Io                       | 3643       | 89298           | 421800          | 1,769.138            | 0,04°   | 0,004 | 5,0   | 63%    | 1610      | Galileïsche manen |
| II Europa                  | 3122       | 47987           | 671100          | 3,551.181            | 0,47°   | 0,009 | 5,3   | 67%    | 1610      | Galileïsche manen |
| III Ganymedes              | 5262       | 148150          | 1070400         | 7,154.553            | 0,17°   | 0,001 | 4,6   | 43%    | 1610      | Galileïsche manen |
| IV Callisto                | 4821       | 107568          | 1882700         | 16,689.017           | 0,19°   | 0,007 | 5,7   | 17%    | 1610      | Galileïsche manen |
| XVIII Themisto S/2000 J1   | 8          | 0,000.7         | 7284000         | 130,02               | 43,26°  | 0,243 | 21,0  | ~4%    | 2000      | Themisto (unieke baan) |
| XIII Leda                  | 20         | 0,011           | 11.165000       | 240,92               | 27,46°  | 0,164 | 20,2  | ~4%    | 1974      | Himalia groep (12 mln km; inclinatie ~28°) |
| VI Himalia                 | 170        | 7               | 11.461000       | 250,56               | 27,50°  | 0,162 | 14,8  | ~4%    | 1904      | Himalia groep (12 mln km; inclinatie ~28°) |
| X Lysithea                 | 36         | 0,06            | 11.717000       | 259,20               | 28,30°  | 0,112 | 18,2  | ~4%    | 1938      | Himalia groep (12 mln km; inclinatie ~28°) |
| VII Elara                  | 86         | 0,9             | 11.741000       | 259,64               | 26,63°  | 0,217 | 16,6  | ~4%    | 1905      | Himalia groep (12 mln km; inclinatie ~28°) |
| LIII Dia                   | 4          | 0,000.01        | 12.555000       | 286,95               | 28,27°  | 0,248 | 22,4  | ~4%    | 2000      | Himalia groep (12 mln km; inclinatie ~28°) |
| S/2003 J12                 | 1          | 0,000.001       | 15.912000       | 489,5                | 151,9°  | 0,606 | 23,9  | ~4%    | 2003      | unieke baan |
| XLVI Carpo S/2003 J20      | 3          | 0,000.05        | 16.989000       | 456,1                | 51,4°   | 0,430 | 23,0  | ~4%    | 2003      | unieke baan |
| XXXIV Euporie S/2001 J10   | 2          | 0,000.01        | 19.304000       | 550,7                | 145,8°  | 0,143 | 23,1  | ~4%    | 2001      | Ananke achterwaartse onregelmatige groep (21 mln km; inclinatie ~148°) |
| S/2003 J3                  | 2          | 0,000.01        | 20.221000       | 583,9                | 147,6°  | 0,197 | 23,4  | ~4%    | 2003      | Ananke achterwaartse onregelmatige groep (21 mln km; inclinatie ~148°) |
| S/2003 J18                 | 2          | 0,000.01        | 20.514000       | 596,6                | 146,1°  | 0,015 | 23,4  | ~4%    | 2003      | Ananke achterwaartse onregelmatige groep (21 mln km; inclinatie ~148°) |
| S/2003 J16                 | 2          | 0,000.01        | 20.963000       | 616,4                | 148,5°  | 0,224 | 23,3  | ~4%    | 2003      | Ananke achterwaartse onregelmatige groep (21 mln km; inclinatie ~148°) |
| XL Mneme S/2003 J21        | 2          | 0,000.01        | 21.069000       | 620,0                | 148,6°  | 0,227 | 23,3  | ~4%    | 2003      | Ananke achterwaartse onregelmatige groep (21 mln km; inclinatie ~148°) |
| XXXIII Euanthe S/2001 J7   | 3          | 0,000.05        | 20.797000       | 620,5                | 148,9°  | 0,232 | 22,8  | ~4%    | 2001      | Ananke achterwaartse onregelmatige groep (21 mln km; inclinatie ~148°) |
| XXXV Orthosie S/2001 J9    | 2          | 0,000.01        | 20.720000       | 622,6                | 145,9°  | 0,281 | 23,1  | ~4%    | 2001      | Ananke achterwaartse onregelmatige groep (21 mln km; inclinatie ~148°) |
| XXII Harpalyke S/2000 J5   | 4          | 0,000.1         | 20.858000       | 623,3                | 148,6°  | 0,227 | 22,2  | ~4%    | 2000      | Ananke achterwaartse onregelmatige groep (21 mln km; inclinatie ~148°) |
| XXVII Praxidike S/2000 J7  | 7          | 0,000.4         | 20.907000       | 625,4                | 149,0°  | 0,231 | 21,2  | ~4%    | 2000      | Ananke achterwaartse onregelmatige groep (21 mln km; inclinatie ~148°) |
| XXIX Thyone S/2001 J2      | 4          | 0,000.1         | 20.939000       | 627,2                | 148,5°  | 0,229 | 22,3  | ~4%    | 2001      | Ananke achterwaartse onregelmatige groep (21 mln km; inclinatie ~148°) |
| XLII Thelxinoe S/2003 J22  | 2          | 0,000.01        | 21.162000       | 628,1                | 151,4°  | 0,221 | 23,5  | ~4%    | 2003      | Ananke achterwaartse onregelmatige groep (21 mln km; inclinatie ~148°) |
| XII Ananke                 | 28         | 0,03            | 21.276000       | 629,8                | 148,9°  | 0,244 | 18,9  | ~4%    | 1951      | Ananke achterwaartse onregelmatige groep (21 mln km; inclinatie ~148°) |
| XXIV Iocaste S/2000 J3     | 5          | 0,000.2         | 21.061000       | 631,6                | 149,4°  | 0,216 | 21,8  | ~4%    | 2000      | Ananke achterwaartse onregelmatige groep (21 mln km; inclinatie ~148°) |
| XXX Hermippe S/2001 J3     | 4          | 0,000.1         | 21.131000       | 633,9                | 150,7°  | 0,210 | 22,1  | ~4%    | 2001      | Ananke achterwaartse onregelmatige groep (21 mln km; inclinatie ~148°) |
| XLV Helike S/2003 J6       | 4          | 0,000.1         | 21.263000       | 634,8                | 154,8°  | 0,156 | 22,6  | ~4%    | 2003      | Ananke achterwaartse onregelmatige groep (21 mln km; inclinatie ~148°) |
| S/2003 J15                 | 2          | 0,000.01        | 22.627000       | 689,8                | 146,5°  | 0,192 | 23,5  | ~4%    | 2003      | Ananke achterwaartse onregelmatige groep (21 mln km; inclinatie ~148°) |
| S/2003 J17                 | 2          | 0,000.01        | 23.001000       | 714,5                | 164,9°  | 0,238 | 23,4  | ~4%    | 2003      | Carme achterwaartse onregelmatige groep (23 mln km; inclinatie ~165°) |
| S/2003 J10                 | 2          | 0,000.01        | 23.042000       | 716,2                | 165,1°  | 0,430 | 23,6  | ~4%    | 2003      | Carme achterwaartse onregelmatige groep (23 mln km; inclinatie ~165°) |
| XXXVIII Pasithee S/2001 J6 | 2          | 0,000.01        | 23.004000       | 719,4                | 165,1°  | 0,268 | 23,2  | ~4%    | 2001      | Carme achterwaartse onregelmatige groep (23 mln km; inclinatie ~165°) |
| XXI Chaldene S/2000 J10    | 4          | 0,000.1         | 23.100000       | 723,7                | 165,2°  | 0,252 | 22,5  | ~4%    | 2000      | Carme achterwaartse onregelmatige groep (23 mln km; inclinatie ~165°) |
| XLIII Arche S/2002 J1      | 3          | 0,000.05        | 22.931000       | 723,9                | 165,0°  | 0,259 | 22,8  | ~4%    | 2002      | Carme achterwaartse onregelmatige groep (23 mln km; inclinatie ~165°) |
| XXVI Isonoe S/2000 J6      | 4          | 0,000.1         | 23.155000       | 726,2                | 165,3°  | 0,247 | 22,5  | ~4%    | 2000      | Carme achterwaartse onregelmatige groep (23 mln km; inclinatie ~165°) |
| XXV Erinome S/2000 J4      | 3          | 0,000.05        | 23.196000       | 728,5                | 164,9°  | 0,266 | 22,8  | ~4%    | 2000      | Carme achterwaartse onregelmatige groep (23 mln km; inclinatie ~165°) |
| XXXVII Kale S/2001 J8      | 2          | 0,000.01        | 23.217000       | 729,5                | 165,0°  | 0,260 | 23,0  | ~4%    | 2001      | Carme achterwaartse onregelmatige groep (23 mln km; inclinatie ~165°) |
| XXXI Aitne S/2001 J11      | 3          | 0,000.05        | 23.229000       | 730,2                | 165,1°  | 0,264 | 22,7  | ~4%    | 2001      | Carme achterwaartse onregelmatige groep (23 mln km; inclinatie ~165°) |
| XX Taygete S/2000 J9       | 5          | 0,000.2         | 23.280000       | 732,4                | 165,3°  | 0,252 | 21,9  | ~4%    | 2000      | Carme achterwaartse onregelmatige groep (23 mln km; inclinatie ~165°) |
| S/2003 J9                  | 1          | 0,000.001       | 23.384000       | 733,3                | 165,1°  | 0,263 | 23,7  | ~4%    | 2003      | Carme achterwaartse onregelmatige groep (23 mln km; inclinatie ~165°) |
| XI Carme                   | 46         | 0,13            | 23.404000       | 734,2                | 164,9°  | 0,253 | 17,9  | ~4%    | 1938      | Carme achterwaartse onregelmatige groep (23 mln km; inclinatie ~165°) |
| S/2003 J5                  | 4          | 0,000.1         | 23.495000       | 738,7                | 165,2°  | 0,248 | 22,4  | ~4%    | 2003      | Carme achterwaartse onregelmatige groep (23 mln km; inclinatie ~165°) |
| S/2003 J19                 | 2          | 0,000.01        | 23.533000       | 740,4                | 165,2°  | 0,256 | 23,7  | ~4%    | 2003      | Carme achterwaartse onregelmatige groep (23 mln km; inclinatie ~165°) |
| XXIII Kalyke S/2000 J2     | 5          | 0,000.2         | 23.566000       | 742,0                | 165,2°  | 0,246 | 21,8  | ~4%    | 2000      | Carme achterwaartse onregelmatige groep (23 mln km; inclinatie ~165°) |
| XXXII Eurydome S/2001 J4   | 3          | 0,000.05        | 22.865000       | 717,3                | 150,3°  | 0,276 | 22,7  | ~4%    | 2001      | Pasiphae achterwaartse onregelmatige groep (24 mln km; inclinatie ~150°). Sinope en de andere maantjes met een inclinatie van ~160° worden ook wel als een afzonderlijke groep beschouwd. |
| S/2003 J23[                | 2          | 0,000.01        | 23.563000       | 732,4                | 146,3°  | 0,271 | 23,6  | ~4%    | 2003      | Pasiphae achterwaartse onregelmatige groep (24 mln km; inclinatie ~150°). Sinope en de andere maantjes met een inclinatie van ~160° worden ook wel als een afzonderlijke groep beschouwd. |
| XXXIX Hegemone S/2003 J8   | 3          | 0,000.05        | 23.947000       | 739,6                | 155,2°  | 0,328 | 22,8  | ~4%    | 2003      | Pasiphae achterwaartse onregelmatige groep (24 mln km; inclinatie ~150°). Sinope en de andere maantjes met een inclinatie van ~160° worden ook wel als een afzonderlijke groep beschouwd. |
| VIII Pasiphae              | 60         | 0,3             | 23.624000       | 743,6                | 151,4°  | 0,409 | 16,9  | ~4%    | 1908      | Pasiphae achterwaartse onregelmatige groep (24 mln km; inclinatie ~150°). Sinope en de andere maantjes met een inclinatie van ~160° worden ook wel als een afzonderlijke groep beschouwd. |
| XLVII Eukelade S/2003 J1   | 4          | 0,000.1         | 23.661000       | 746,4                | 165,5°  | 0,272 | 22,6  | ~4%    | 2003      | Pasiphae achterwaartse onregelmatige groep (24 mln km; inclinatie ~150°). Sinope en de andere maantjes met een inclinatie van ~160° worden ook wel als een afzonderlijke groep beschouwd. |
| XXXVI Sponde S/2001 J5     | 2          | 0,000.01        | 23.487000       | 748,3                | 151,0°  | 0,312 | 23,0  | ~4%    | 2001      | Pasiphae achterwaartse onregelmatige groep (24 mln km; inclinatie ~150°). Sinope en de andere maantjes met een inclinatie van ~160° worden ook wel als een afzonderlijke groep beschouwd. |
| XLVIII Cyllene S/2003 J13  | 2          | 0,000.01        | 24.349000       | 751,9                | 149,3°  | 0,319 | 23,2  | ~4%    | 2003      | Pasiphae achterwaartse onregelmatige groep (24 mln km; inclinatie ~150°). Sinope en de andere maantjes met een inclinatie van ~160° worden ook wel als een afzonderlijke groep beschouwd. |
| XIX Megaclite S/2000 J8    | 5          | 0,000.2         | 23.493000       | 752,9                | 152,8°  | 0,420 | 21,7  | ~4%    | 2000      | Pasiphae achterwaartse onregelmatige groep (24 mln km; inclinatie ~150°). Sinope en de andere maantjes met een inclinatie van ~160° worden ook wel als een afzonderlijke groep beschouwd. |
| S/2003 J4                  | 2          | 0,000.01        | 23.930000       | 755,2                | 140,1°  | 0,362 | 23,0  | ~4%    | 2003      | Pasiphae achterwaartse onregelmatige groep (24 mln km; inclinatie ~150°). Sinope en de andere maantjes met een inclinatie van ~160° worden ook wel als een afzonderlijke groep beschouwd. |
| XVII Callirrhoë S/1999 J1  | 9          | 0,001           | 24.103000       | 758,8                | 147,2°  | 0,283 | 20,8  | ~4%    | 1999      | Pasiphae achterwaartse onregelmatige groep (24 mln km; inclinatie ~150°). Sinope en de andere maantjes met een inclinatie van ~160° worden ook wel als een afzonderlijke groep beschouwd. |
| IX Sinope                  | 38         | 0,07            | 23.939000       | 758,9                | 158,1°  | 0,250 | 18,3  | ~4%    | 1914      | Pasiphae achterwaartse onregelmatige groep (24 mln km; inclinatie ~150°). Sinope en de andere maantjes met een inclinatie van ~160° worden ook wel als een afzonderlijke groep beschouwd. |
| XXVIII Autonoe S/2001 J1   | 4          | 0,000.1         | 24.046000       | 761,0                | 152,4°  | 0,317 | 22,0  | ~4%    | 2001      | Pasiphae achterwaartse onregelmatige groep (24 mln km; inclinatie ~150°). Sinope en de andere maantjes met een inclinatie van ~160° worden ook wel als een afzonderlijke groep beschouwd. |
| XLI Aoede S/2003 J7        | 4          | 0,000.1         | 23.981000       | 761,5                | 158,3°  | 0,432 | 22,5  | ~4%    | 2003      | Pasiphae achterwaartse onregelmatige groep (24 mln km; inclinatie ~150°). Sinope en de andere maantjes met een inclinatie van ~160° worden ook wel als een afzonderlijke groep beschouwd. |
| XLIV Kallichore S/2003 J11 | 2          | 0,000.01        | 24.043000       | 764,7                | 165,5°  | 0,264 | 23,7  | ~4%    | 2003      | Pasiphae achterwaartse onregelmatige groep (24 mln km; inclinatie ~150°). Sinope en de andere maantjes met een inclinatie van ~160° worden ook wel als een afzonderlijke groep beschouwd. |
| S/2003 J14                 | 2          | 0,000.01        | 23.614000       | 779,2                | 144,5°  | 0,344 | 23,6  | ~4%    | 2003      | Pasiphae achterwaartse onregelmatige groep (24 mln km; inclinatie ~150°). Sinope en de andere maantjes met een inclinatie van ~160° worden ook wel als een afzonderlijke groep beschouwd. |
| S/2003 J2                  | 2          | 0,000.01        | 29.541000       | 980,0                | 160,6°  | 0,226 | 23,2  | ~4%    | 2003      | unieke baan |